# 趋同演化
趋同演化（英語：Convergent evolution），也称收斂進化，是指两類在亲缘關係上很遠的生物，因為長期處於相似的生活環境而演化出相似的特征。这些特征并未出现在它们的最后共同祖先身上。支序分类学将这种现象称为同塑性。飞行的多次演化是趋同演化的典型案例，带翅昆虫、鸟类、翼龙和蝙蝠都各自独立演化出了飞行能力。由趋同演化产生的相似特征称为同功（英語：analogous），而有共同起源的结构或特征则被称为同源，不同生物之间同源特征可能具备不同的功能。鸟类、翼龙、蝙蝠的翅膀是同功结构，负责达成飞行这一能力，而其前肢是同源结构，尽管功能不同，但有共同的起源。
和趨同演化相反的概念是「趨異演化」，指的是同一類生物如果長期處於不同的環境下，就會分化出不同的身體構造。与趋同演化相似的另一概念是“平行演化”，指原先具备相似性状的物种，在相似的环境压力下演化出相似特征。例如几种不同的飞蛙就是从树蛙平行演化而来。
植物中也有许多趋同演化的案例，例如C4类二氧化碳固定，借助果实传播种子，捕食昆虫等。

## 概述
在形态学中，不同物种身处相似环境或生活习性相近时，可能会演化出同功特征。占据相似的生态位（也就是说有独特的生活方式），物种面临的类似问题可能会引出类似的解决方案。最早对同功与同源作出区分的是英国解剖学家理查德·欧文。

哺乳动物和昆虫中的同功（analogy）和同源（homology）特征。

在生物化学中，酶促反应所受的物理与化学限制会影响活性位点的排列方式，例如催化三联体在蛋白质超家族中的独立演化。
史蒂芬·古尔德在其1989年作品《奇妙的生命》中提出，“假如生命的历史可以倒带重放，回到初始的条件，再次发展的结果可能会变得非常不同。”西蒙·康威·莫里斯不认同这个结论，他认为在演化过程中，趋同演化占据十分关键的地位，因此如果外部环境以及物理规则保持不变，那么生命将无可避免的演化至“最优”方案，并在某个时刻出现如今我们在灵长类、乌鸦和鲸豚中所见的智力。

## 区分

### 支序分类学
在支序分类学中，两个或更多的分类单元因除共同祖先之外的原因而表现出的相似特征被称为同塑性。有共同祖先的分类单元称为演化支；支序分类学的目标是依据各生物的相关程度，绘制出它们的系统发生树。因此，从支序分类学角度看，由趋同演化造成的同塑性可能对这种分析带来错误影响。

### 返祖现象
在一些案例中，较难分辨某个已经遗失而重新出现的性状是来自再次演化，还是因为基因开关的启停。这类再演化性状被称为返祖现象。从数学角度看来，随着时间推移，一个未使用的基因（选择中性）保留其功能的可能性会逐渐下降。这类过程的时间尺度在不同系统发生树中各有差别：在鸟类和哺乳类中，基因有很大概率在约600万年时间内保留功能状态潜力。

### 平行演化

氨基酸位置的演化。在各案例中，左侧的祖先蛋白某个位置为谷氨酸（A），而后演化至丝氨酸（S），右侧则分别是趋异演化（divergent）、平行演化（parallel）和趋同演化（convergent）的过程。

趋同演化与平行演化的差别在于两类相似物种的祖先是否也为相似，如果各自祖先之间也具备相似性状，那么就应被归为平行演化。 部分科学家认为趋同演化与平行演化之间的差异是连续的，而另一些科学家则表示，即使两种演化方式有重合的地方，但仍有显著差别。
假如祖先未知或未确定，或没有明确所涉及的性状，那么对于平行演化与趋同演化的判断就会带有更多的主观成分。例如，针对有袋动物和胎盘动物之间的相似性，理查德·道金斯在其《盲眼钟表匠》将此作为趋同演化的例子，即使它们都为哺乳动物，但早在恐龙灭绝前就各自分散在不同大陆，持续积累了大量的差异。

## 分子层面

在不同的蛋白酶超家族中，丝氨酸蛋白酶和半胱氨酸蛋白酶趋同演化出相同的酸-碱-亲核基团催化三联体。图中分别为枯草杆菌蛋白酶、脯氨酰寡肽酶、TEV蛋白酶和木瓜蛋白酶。

### 蛋白质

#### 蛋白酶活性位点
蛋白酶中有许多趋同演化的典型案例。这些案例反映出蛋白质内在的化学约束，这些约束促使其向相同的方向独立、重复演化。
丝氨酸蛋白酶与半胱氨酸蛋白酶运用不同的氨基酸官能团（醇羟基或硫醇巯基）作亲核基团。为活化亲核基团，这些酶中均含有指向该基团的酸性残基和碱性残基，这三个基团形成了催化三联体。酶促反应所受的物理和化学约束导致相同的三联体排列在不同蛋白质超家族中独立演化了20多次。
苏氨酸蛋白酶使用苏氨酸作为亲核基团，与丝氨酸、半胱氨酸不同，苏氨酸是仲醇（也即有一个甲基）。苏氨酸的甲基极大限制了三联体和底物的可能方向，因为其末端甲基的位阻效应无法形成通常的三联体。有数个属于不同蛋白质折叠类的酶超家族独立演化出了以N端苏氨酸残基作亲核试剂的三联体，包括PB超家族（蛋白酶体运用Ntn折叠）和PE超家族（乙酰基转移酶运用DOM折叠）。这种不同折叠类的酶在活性中心结构上的共同点表明在这些超家族中，活性中心是趋同演化的。

#### 地纹芋螺胰岛素、鲾鱼发光杆菌超氧化物歧化酶
地纹芋螺可产生一种独特的胰岛素，相比软体动物近亲，这种胰岛素与鱼类胰岛素蛋白序列更为接近，这或许表明其中有趋同演化的作用。鲾鱼发光杆菌可产生与鱼类相似的超氧化物歧化酶，这个现象可借趋同演化作出解释，但也可能存在其它假说，例如基因水平轉移过程。

#### 鈉鉀泵与昆虫对强心类固醇的抗性
昆虫中存在许多在分子层面增强毒性抵抗力的趋同演化。一个典型的例子是通过替换鈉鉀泵中α亚基特定位置的氨基酸，以实现对強心类固醇（CTS）的抗性。针对具备此类抗性的21个昆虫物种研究显示，与CTS抗性有关的76个氨基酸替换中有58个（76%）显示出至少存在两条平行的演化路径。这些替换中有30个（40%）仅发生在蛋白质的两个位置（111位、122位）。演化出CTS抗性的物种还重复演化出了新功能鈉鉀泵，并具有趋同的组织特异性表达模式。

### 核酸
在DNA层面以及结构基因翻译蛋白质而生成的氨基酸序列中也存在趋同演化。研究发现，在蝙蝠和海豚的氨基酸序列中存在关于回声定位的趋同演化，在海洋哺乳动物之间、大熊猫和小熊猫之间、袋狼和犬科动物之间也发现了氨基酸序列的趋同演化。此外，趋同演化还出现在一类称为顺式作用元件的非编码DNA中，例如它们的演化速率；这或许显示出定向选择或宽松的淨化選擇。

## 动物形态

魚龍的骨骼（上）與海豚的骨骼（下）非常相似，事實上鯨豚類在魚龍滅絕5000萬年之後才出現，但為了適應海中的環境，二者都演化出和魚類一樣的身體。

### 身體外觀
海洋哺乳动物和鱼类有类似的流线型身体外观，甚至有些软体动物如波叶海牛也有类似外形。这种纺锤形（就像一根两端锥形的管道）身体形态有助于它们在高阻力的水中快速游动。此外，海豹和海狮也有类似身体外观，它们的四肢为水中生活作出了特化。
澳洲的有袋類很早就与旧世界大陆的胎盘动物分离，但即使分別屬於不同的演化支，它们之间仍有许多十分相似的特征。例如袋狼的身體外觀（尤其是顱骨外型）與犬科的赤狐就有極高的相似度

有袋动物和胎盘动物的趋同演化
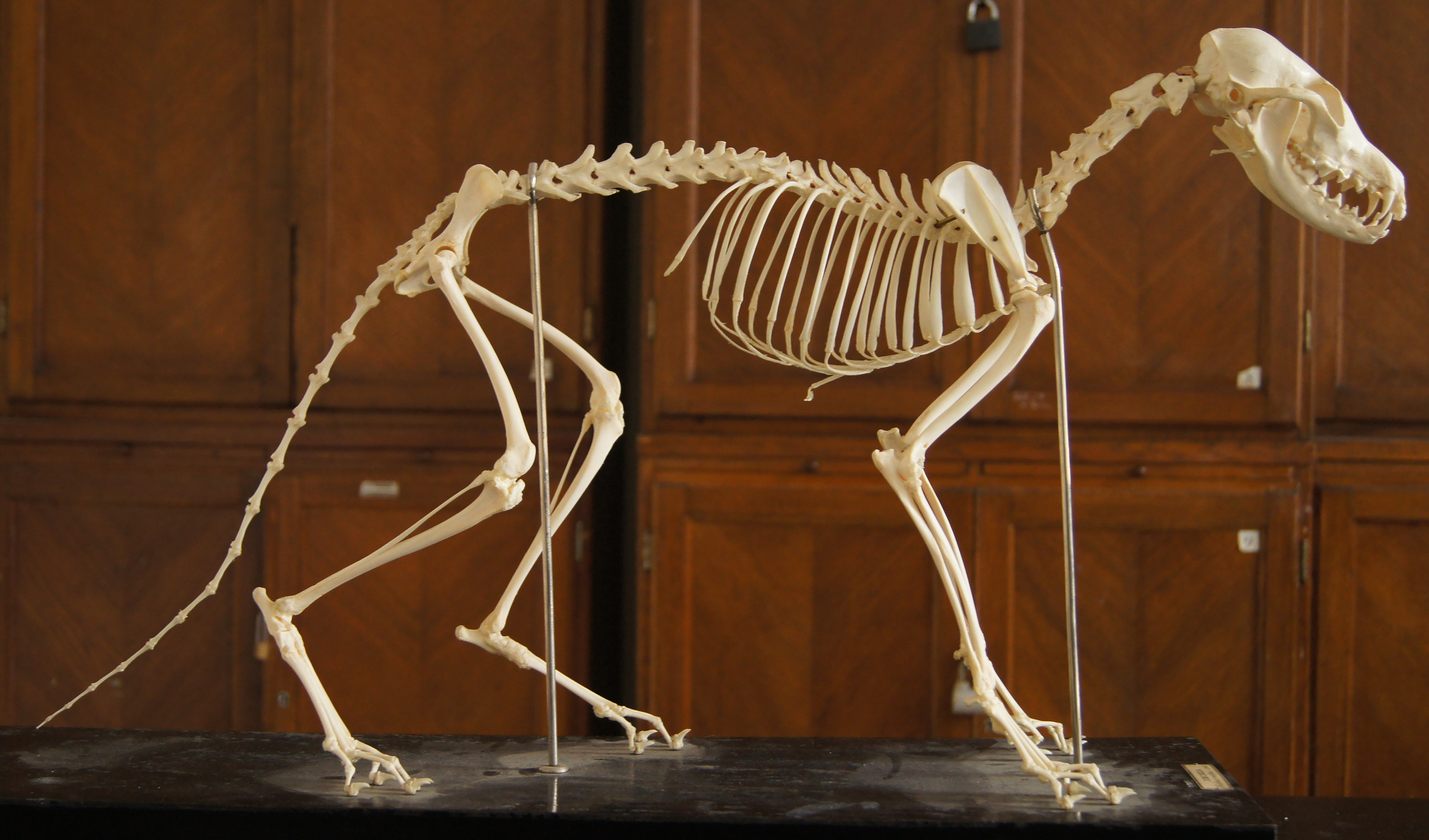
赤狐的骨架
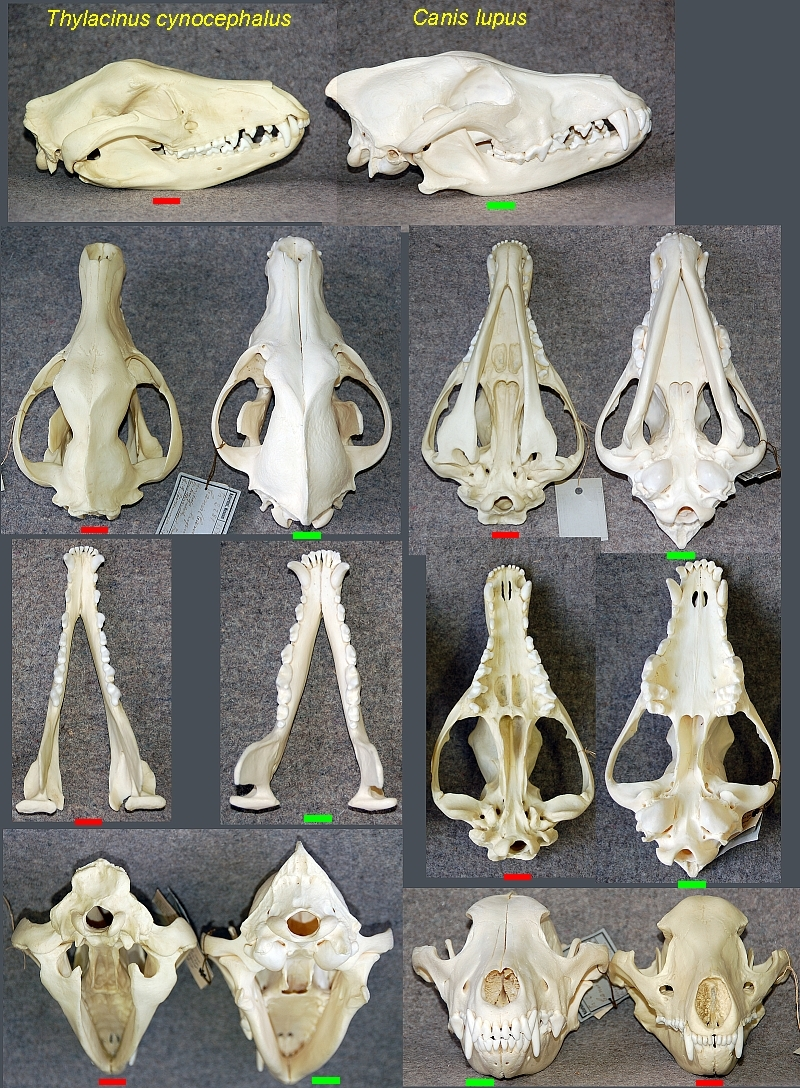
袋狼的颅骨（左侧）和狼的颅骨（右侧）
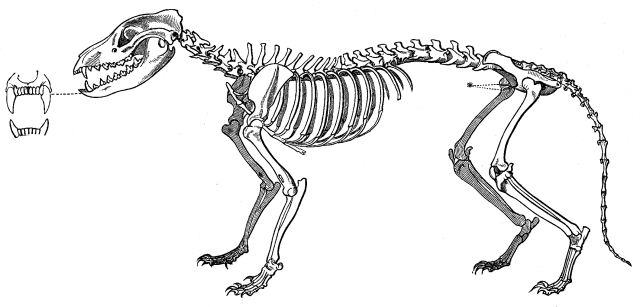
袋狼的骨架

鼴鼠和螻蛄的前肢具有梳子形結構，但鼴鼠是哺乳類，螻蛄是昆蟲，它们為了刨洞而演化出相同的手部。犰狳與穿山甲的外表。

### 回聲定位
鯨豚類（海豚与鲸鱼）與蝙蝠各自演化出了回声定位的能力，且來自於同一個基因的變異。

### 电鱼
南美洲的电鳗与非洲的象鼻魚/電鯰都演化出了被动电觉（各自在1.19-1.1亿年前演化）。并且在获得被动电觉后大约2000万年，两类生物都演化出了生电的能力，它们制造微弱的电场来探测猎物。

### 眼睛
趋同演化的一个著名案例是眼睛的演化。頭足綱（包括章魚和魷魚）、脊索動物（包括哺乳动物）以及刺胞动物（例如水母）等都各自演化出了眼睛。这些动物的共同祖先仅拥有简易的感光点，但在漫长精细的演化后，各自独立产生了类似相机的眼睛。这些眼睛的构造有明顯的差異：頭足綱的血管與神經纖維與視網膜的背面相連，而脊索動物的神經纖維與視網膜的正面相連，因此必須穿過視網膜才能將訊號傳出。神經束穿過的地方不具有感光細胞，產生盲點，而頭足綱則沒有盲點。

### 飞行
鸟类和蝙蝠有同源的前肢，因为它们都由四足類演化而来，然而它们的飞行能力却并非同源，而是仅是同功。因此，它们的翅膀可作为趋同演化的一个案例。两类生物各自演化出了飞行的能力，它们翅膀的构造在基础上存在差异。蝙蝠的翅膀是膜状结构，连接于特化伸长的指骨和肢体之间。而鸟类的翅膀则主要由羽毛构成，羽毛依附于前肢（尺骨）及腕掌骨。鸟类只有两个指，尖端各自固定有一根羽毛。所以虽然鸟类与蝙蝠的翅膀在功能上为趋同演化，但在解剖学层面上却并非如此。鸟类和蝙蝠翅膀处的皮肤中都有高浓度的脑苷脂，这可以提高皮肤的灵活性，有助于飞行；相比之下，其它哺乳动物皮肤中的脑苷脂浓度要低很多。已灭绝的翼龙也独立演化出了翅膀，它们的翅膀位于前肢与后肢之间。昆虫则是从不同的器官演化出了翅膀。
鼯鼠和蜜袋鼯都可滑翔，它们的身体结构类似，滑翔翼位于其四肢间。但事实上两类生物分别属于胎盘动物和有袋动物，亲缘关系甚远。
小豆长喙天蛾和蜂鸟也演化出了相似的飞行模式，并有相似的取食方式。

### 昆虫口器
不同昆虫的口器由一组同源器官组成，并为其摄食方式作出了特化。不同昆虫群体间的趋同演化导致其从最初的咬嚼式口器衍生出许多特化的类型，例如蜜蜂和花金龟为取食花蜜而演化出的吻管，或是跳蚤和蚊子/椿象为吸食血液而演化出的刺吸式口器。

### 可相對拇指
灵长动物，例如人类、猴子、猩猩、狐猴等演化出了有助于抓握的可相對拇指。在大熊猫身上也有类似的特征，不过在结构上有所不同，熊猫有六个手指，其中拇指由腕骨演化而来，与其它手指分离。

### 灵长类
| Veronika Loncká.jpg                                                                                | Angela Bassett by Gage Skidmoe.jpg | (미쓰와이프) 제작기영상 엄정화 3m3s.jpg |
| 除走出非洲前共有的浅肤色变异外，欧洲与亚洲人肤色的进一步变浅来自不同基因变异，这是趋同演化的结果。 |                                    |                                         |

在人类中，蓝色眼睛和浅色皮肤都是趋同演化的结果。人类祖先从非洲迁出时，越往北面光照强度越低，因此浅色皮肤（有助于合成维生素D）可作为一项生存优势。似乎在欧洲和亚洲人种在分离前，共同的浅色基因变异就已出现。不过，在两个种群分离后，它们的肤色进一步变浅，这需要归因于另外的基因变异。
灵长类祖先的瞳孔颜色为棕色，如今大多数灵长类的瞳孔也仍是这个颜色。人类的蓝眼变异来自多个基因的共同作用，不过其中有一个基因造成了80%的变异。狐猴眼睛的主要颜色为棕色，并且也存在蓝眼变异，但与人类中造成蓝眼的基因无关。

## 植物

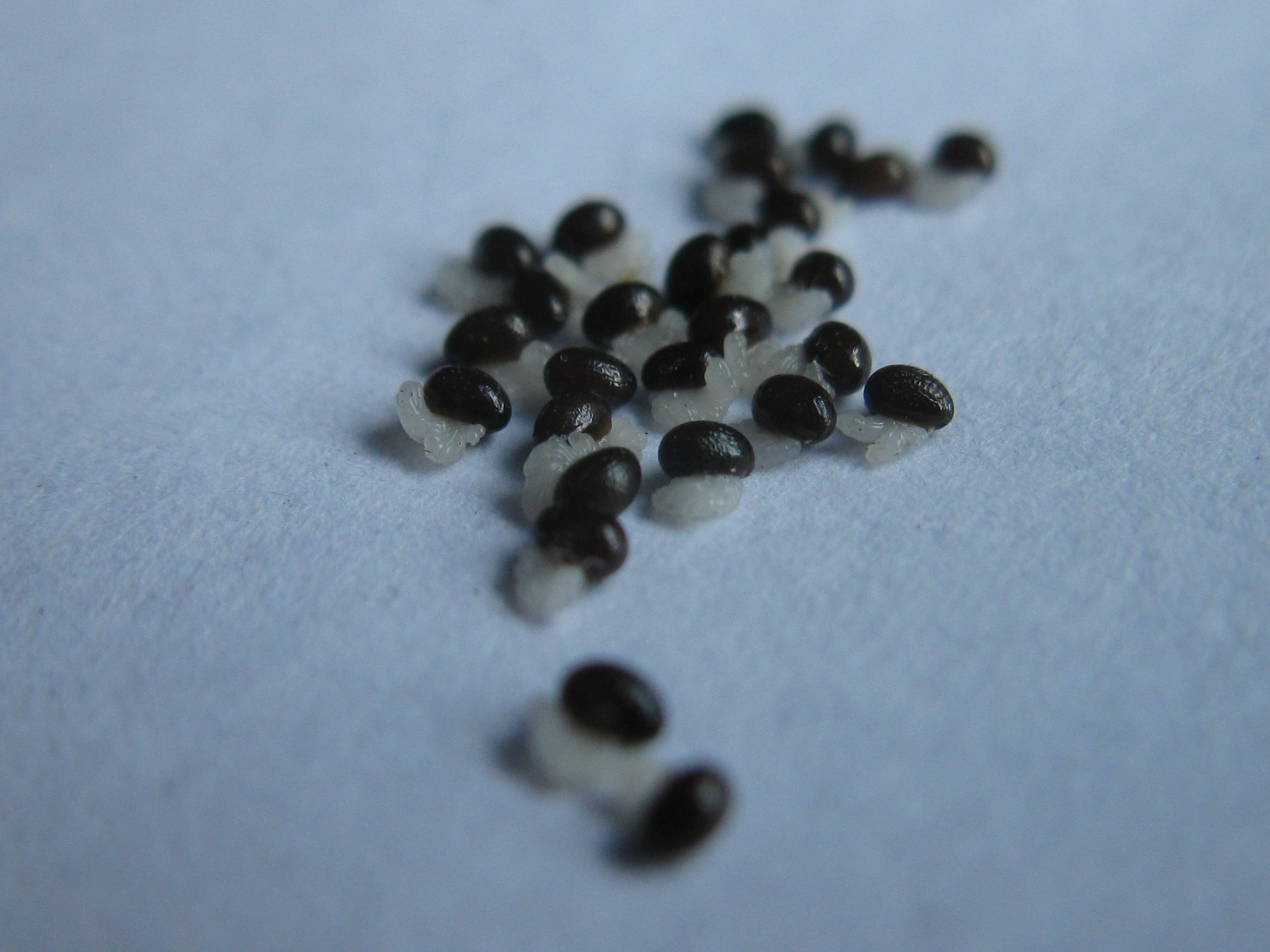
在蚁媒传播案例中，诸如白屈菜等作物的种子有坚硬外壳，并依附有富含营养成分的油粒体 (种子)，以吸引蚂蚁取食。

### 固碳
植物中也有许多趋同演化案例。例如作为三大固碳过程之一的C4类二氧化碳固定就曾重复独立演化40多次。大约有7600种植物采用C4类固碳，其中包括单子叶植物中46%的禾本科，例如玉米和甘蔗，以及双子叶植物中的部分苋科。

### 果实
植物可食用果实的演化也是趋同演化的一个典型案例。例如，梨果的核由五个雌蕊叶及其附属组织构成，它被果实外部结构（花托和被丝托）包裹。而另一些可食用果实则包含其它组织，例如番茄的肉质部分是其果皮壁。这表明了在选择压力下的趋同演化，植物利用可食用果实吸引动物取食，以实现种子传播。
此外，由蚂蚁散播种子的蚁媒传播也曾独立演化超过100次，现存于11,000多种植物中，是生物学中趋同演化的最典型案例之一。

### 肉食性

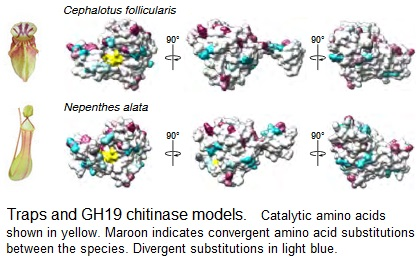
肉食植物中的分子层面趋同演化

许多植物都各自独立演化出了肉食性。例如三种肉食植物：土瓶草、翼状猪笼草和紫瓶子草，研究发现它们在分子层面存在趋同演化。肉食植物的消化液中有其分泌的各类酶，借助对去磷酸酶、糖苷水解酶、聚葡萄糖酶、核糖核酸酶、几丁质酶以及病程相关蛋白、索马甜相关蛋白的研究，研究者发现了这些植物中存在众多趋同的氨基酸取代。这些变化与酶的催化位点无关，而是在于蛋白质的暴露表面——它们可能在此与细胞或消化液中其它成分发生反应。此外，研究者还在非肉食植物拟南芥中发现了同源基因，这类基因的表达与植物所受压力呈正相关。因此，研究者认为在肉食植物的重复演化过程中，压力应激蛋白会被优先选择。

## 推断方法

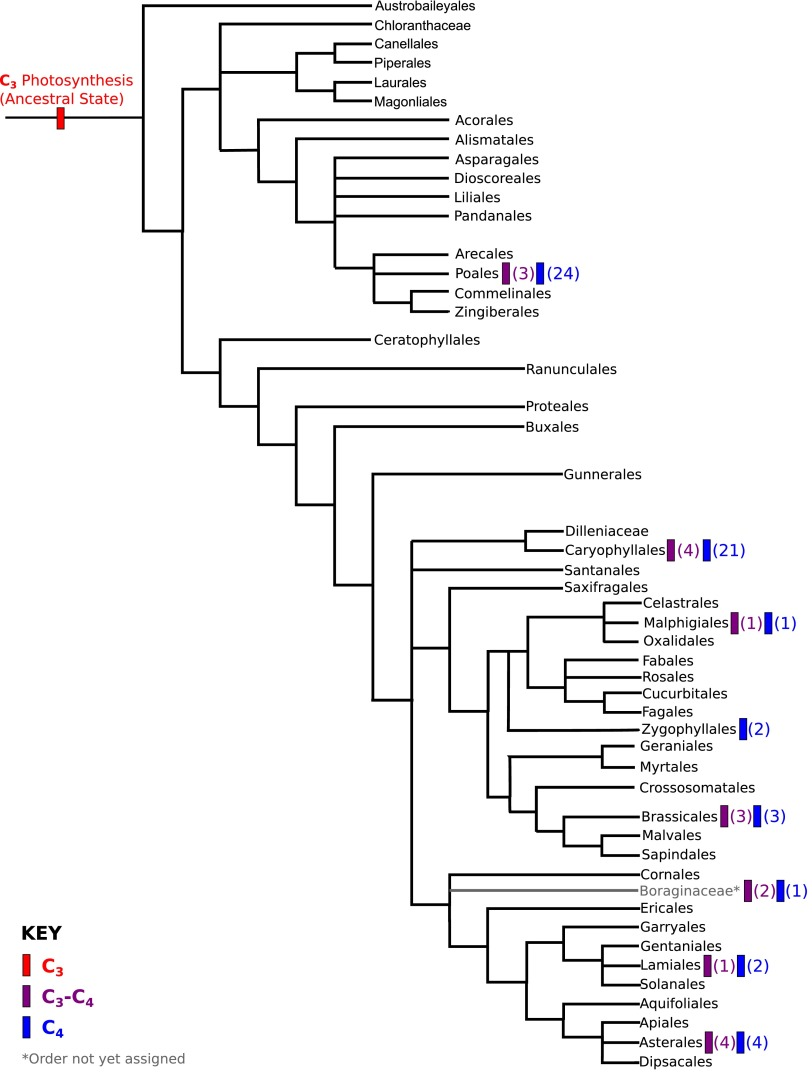
被子植物系统发生序列。括号中的数字表明根据推断得出的不同固碳方式的独立起源。

系统发生学和祖传重建都是建立在未发生趋同演化的基础上的。不过，在进行更高层次系统发生重建时，研究者有时也会在其中寻找趋同样式。根据基于样式或基于过程的不同预期，用于推断趋同演化的方法有所差异。基于样式的趋同演化定义更加广泛，指两个或多个谱系演化出相似特征样式。而基于过程的趋同演化是指在相似的自然选择压力下发生的相似演化。

### 基于样式的测量方法
早期关于趋同演化的测量方法包括：计算表型比率；基于系统发生的特征演化建立布朗运动模型，借此估计演化距离。更近的方法还涉及到估算趋同的程度。但这些方法有一个缺陷，它们可能会将趋同演化与因为长期演化停滞而导致的表型相似相混淆。演化停滞是指分类单元之间演化差异极小。
演化距离的测量用于估算世系在不同时间点的相似程度。相似比率的测量用于估算演化至特定特征空间的世系数目。

### 基于过程的测量方法
对基于过程的趋同演化，推断方法是套用选择模型至物种的系统发生及连续的特征数据，以探究在这些世系中是否存在相同的选择压力。这种方法需要用到奥恩斯坦-乌伦贝克过程来测试不同的选择场景。其它方法则需要用到一套先验规范，预设选择的转变位置。

### 引用
1. ↑  Kirk, John Thomas Osmond. . Csiro Publishing. 2007: 79  [2017-01-23]. ISBN 978-0-643-09391-1. （原始内容存档于2017-02-15）. 趋同演化，用西蒙·康威·莫里斯的话来说……就是生物组织面对特定“需求”而引出特定“解决方法”的倾向。……比如袋狼的外形和行为与狼类似，它们占据相似的生态位，但实际上袋狼属于哺乳动物中的有袋類，而不是胎盘动物。
2. ↑  Reece, J.; Meyers, N.; Urry, L.; Cain, M.; Wasserman, S.; Minorsky, P.; Jackson, R.; Cooke, B. . Pearson. 2011-09-05: 586. ISBN 978-1-4425-3176-5.
3. 1 2  . University of California Berkeley.   [2017-01-10]. （原始内容存档于2016-11-19）.
4. ↑  Thunstad, Erik. . Oslo, Norway: Humanist forlag. 2009: 404. ISBN 978-82-92622-53-7 （挪威语）.
5. 1 2 3 4  Buller, A. R.; Townsend, C. A. . Proceedings of the National Academy of Sciences of the United States of America. 19 Feb 2013, 110 (8): E653–61. Bibcode:2013PNAS..110E.653B. PMC 3581919 . PMID 23382230. doi:10.1073/pnas.1221050110 .
6. ↑  Gould, S.J. . W.W. Norton. 1989: 282–285. ISBN 978-0-09-174271-3.
7. ↑  Conway Morris, Simon. . Cambridge University Press. 2005: 164, 167, 170 and 235. ISBN 978-0-521-60325-6. OCLC 156902715.
8. ↑  Chirat, R.; Moulton, D. E.; Goriely, A. . Proceedings of the National Academy of Sciences. 2013, 110 (15): 6015–6020. Bibcode:2013PNAS..110.6015C. PMC 3625336 . PMID 23530223. doi:10.1073/pnas.1220443110 .
9. ↑  Lomolino, M; Riddle, B; Whittaker, R; Brown, J. . Sinauer Associates. 2010: 426. ISBN 978-0-87893-494-2.
10. ↑  West-Eberhard, Mary Jane. . Oxford University Press. 2003: 353–376. ISBN 978-0-19-512235-0.
11. ↑  Sanderson, Michael J.; Hufford, Larry. . Academic Press. 1996: 330, and passim  [2017-01-21]. ISBN 978-0-08-053411-4. （原始内容存档于2017-02-14）.
12. ↑  Collin, R.; Cipriani, R. . Proceedings of the Royal Society B. 2003, 270 (1533): 2551–2555. PMC 1691546 . PMID 14728776. doi:10.1098/rspb.2003.2517.
13. ↑  Arendt, J; Reznick, D. . Trends in Ecology & Evolution. January 2008, 23 (1): 26–32. PMID 18022278. doi:10.1016/j.tree.2007.09.011.
14. ↑  Waters, Jonathan M.; McCulloch, Graham A. . Molecular Ecology. 2021, 30 (17): 4162–4172. ISSN 1365-294X. PMID 34133810. S2CID 235460165. doi:10.1111/mec.16018.
15. ↑  Pearce, T. . The British Journal for the Philosophy of Science. 10 November 2011, 63 (2): 429–448. doi:10.1093/bjps/axr046 .
16. ↑  Zhang, J.; Kumar, S. . Mol. Biol. Evol. 1997, 14 (5): 527–36. PMID 9159930. doi:10.1093/oxfordjournals.molbev.a025789 .
17. ↑  Dawkins, Richard. . W. W. Norton. 1986: 100–106. ISBN 978-0-393-31570-7.
18. ↑  Dodson, G.; Wlodawer, A. . Trends in Biochemical Sciences. September 1998, 23 (9): 347–52. PMID 9787641. doi:10.1016/S0968-0004(98)01254-7.
19. ↑  Ekici, O. D.; Paetzel, M.; Dalbey, R. E. . Protein Science. December 2008, 17 (12): 2023–37. PMC 2590910 . PMID 18824507. doi:10.1110/ps.035436.108.
20. ↑  Safavi-Hemami, Helena; Gajewiak, Joanna; Karanth, Santhosh; Robinson, Samuel D.; Ueberheide, Beatrix; Douglass, Adam D.; Schlegel, Amnon; Imperial, Julita S.; Watkins, Maren; Bandyopadhyay, Pradip K.; Yandell, Mark; Li, Qing; Purcell, Anthony W.; Norton, Raymond S.; Ellgaard, Lars; Olivera, Baldomero M. . Proceedings of the National Academy of Sciences. 10 February 2015, 112 (6): 1743–1748. Bibcode:2015PNAS..112.1743S. PMC 4330763 . PMID 25605914. doi:10.1073/pnas.1423857112 .
21. ↑  Martin, J P; Fridovich, I. . J. Biol. Chem. 1981, 256 (12): 6080–6089. PMID 6787049. doi:10.1016/S0021-9258(19)69131-3 .
22. 1 2  Zhen, Ying; Aardema, Matthew L.; Medina, Edgar M.; Schumer, Molly; Andolfatto, Peter. . Science. 2012-09-28, 337 (6102): 1634–1637. Bibcode:2012Sci...337.1634Z. ISSN 0036-8075. PMC 3770729 . PMID 23019645. doi:10.1126/science.1226630 （英语）.
23. ↑  Dobler, S., Dalla, S., Wagschal, V., & Agrawal, A. A. (2012). Community-wide convergent evolution in insect adaptation to toxic cardenolides by substitutions in the Na,K-ATPase. Proceedings of the National Academy of Sciences, 109(32), 13040–13045. https://doi.org/10.1073/pnas.1202111109 （页面存档备份，存于）
24. 1 2  Yang, L; Ravikanthachari, N; Mariño-Pérez, R; Deshmukh, R; Wu, M; Rosenstein, A; Kunte, K; Song, H; Andolfatto, P. . Philosophical Transactions of the Royal Society of London, Series B. 2019, 374 (1777): 20180246. PMC 6560278 . PMID 31154978. doi:10.1098/rstb.2018.0246.
25. ↑  Liu, Zhen; Qi, Fei-Yan; Zhou, Xin; Ren, Hai-Qing; Shi, Peng. . Molecular Biology and Evolution. 2014, 31 (9): 2415–2424. ISSN 1537-1719. PMID 24951728. doi:10.1093/molbev/msu194.
26. ↑  Foote, Andrew D.; Liu, Yue; Thomas, Gregg W. C.; Vinař, Tomáš; Alföldi, Jessica; Deng, Jixin; Dugan, Shannon; Elk, Cornelis E. van; Hunter, Margaret E. . Nature Genetics. March 2015, 47 (3): 272–275. PMC 4644735 . PMID 25621460. doi:10.1038/ng.3198.
27. ↑  Hu, Yibo; Wu, Qi; Ma, Shuai; Ma, Tianxiao; Shan, Lei; Wang, Xiao; Nie, Yonggang; Ning, Zemin; Yan, Li. . Proceedings of the National Academy of Sciences of the United States of America. January 2017, 114 (5): 1081–1086. PMC 5293045 . PMID 28096377. doi:10.1073/pnas.1613870114 .
28. ↑  Feigin, Charles Y.; Newton, Axel H.; Doronina, Liliya; Schmitz, Jürgen; Hipsley, Christy A.; Mitchell, Kieren J.; Gower, Graham; Llamas, Bastien; Soubrier, Julien. . Nature Ecology & Evolution. January 2018, 2 (1): 182–192. PMID 29230027. doi:10.1038/s41559-017-0417-y .
29. ↑  Partha, Raghavendran; Chauhan, Bharesh K; Ferreira, Zelia; Robinson, Joseph D; Lathrop, Kira; Nischal, Ken K.; Chikina, Maria; Clark, Nathan L. . eLife. October 2017, 6. PMC 5643096 . PMID 29035697. doi:10.7554/eLife.25884.
30. ↑  Sackton, TB; Grayson, P; Cloutier, A; Hu, Z; Liu, JS; Wheeler, NE; Gardner, PP; Clarke, JA; Baker, AJ; Clamp, M; Edwards, SV. . Science. 5 April 2019, 364 (6435): 74–78. Bibcode:2019Sci...364...74S. PMID 30948549. S2CID 96435050. doi:10.1126/science.aat7244 .
31. ↑  Werdelin, L. . Australian Journal of Zoology. 1986, 34 (2): 109–117. doi:10.1071/ZO9860109.
32. ↑  Pennisi, Elizabeth. . American Association for the Advancement of Science. 4 September 2014  [2017-01-15]. （原始内容存档于2016-12-25）.
33. ↑  Liu, Yang; Cotton, James A.; Shen, Bin; Han, Xiuqun; Rossiter, Stephen J.; Zhang, Shuyi. . Current Biology. 2010-01, 20 (2): R53–R54  [2021-09-23]. PMID 20129036. doi:10.1016/j.cub.2009.11.058. （原始内容存档于2022-02-14） （英语）.
34. ↑  Lavoué, Sébastien; Miya, Masaki; Arnegard, Matthew E.; Sullivan, John P.; Hopkins, Carl D.; Nishida, Mutsumi. . PLOS ONE. 14 May 2012, 7 (5): e36287. PMC 3351409 . PMID 22606250. doi:10.1371/journal.pone.0036287 .
35. Roberts, M. B. V. . Nelson Thornes. 1986: 574  [2018-12-14]. ISBN 978-0-17-448019-8. （原始内容存档于2016-09-12） （英语）.
36. ↑  Roberts, M. B. V. . Nelson Thornes. 1986: 574  [2018-12-14]. ISBN 978-0-17-448019-8. （原始内容存档于2016-09-12） （英语）.
37. ↑  Kozmik, Z; Ruzickova, J; Jonasova, K; Matsumoto, Y.; Vopalensky, P.; Kozmikova, I.; Strnad, H.; Kawamura, S.; Piatigorsky, J.; Paces, V.; Vlcek, C. . Proceedings of the National Academy of Sciences. 1 July 2008, 105 (26): 8989–8993. Bibcode:2008PNAS..105.8989K. PMC 2449352 . PMID 18577593. doi:10.1073/pnas.0800388105 .
38. ↑  Conway Morris, S. . Cambridge: Cambridge University Press. 2004  [2021-09-23]. ISBN 978-0-521-60325-6. OCLC 156902715. （原始内容存档于2021-11-03） （英语）.
39. ↑  . University of Waikato.   [2017-01-10]. （原始内容存档于2017-03-18）.
40. ↑  Ben-Hamo, Miriam; Muñoz-Garcia, Agustí; Larrain, Paloma; Pinshow, Berry; Korine, Carmi; Williams, Joseph B. . Proc. R. Soc. B. June 2016, 283 (1833): 20160636. PMC 4936036 . PMID 27335420. doi:10.1098/rspb.2016.0636.
41. ↑  Alexander, David E. . Oxford University Press. 2015: 28  [2017-01-21]. ISBN 978-0-19-999679-7. （原始内容存档于2017-02-14）.
42. ↑  . University of California Berkeley.   [2017-01-10]. （原始内容存档于2017-01-27）.
43. ↑  Herrera, Carlos M. . Ecological Entomology. 1992, 17: 52–56. S2CID 85320151. doi:10.1111/j.1365-2311.1992.tb01038.x. hdl:10261/44693 .
44. ↑  Krenn, Harald W.; Plant, John D.; Szucsich, Nikolaus U. . Arthropod Structure & Development. 2005, 34 (1): 1–40. doi:10.1016/j.asd.2004.10.002.
45. ↑  Bauder, Julia A.S.; Lieskonig, Nora R.; Krenn, Harald W. . Arthropod Structure & Development. 2011, 40 (2): 122–7. PMC 3062012 . PMID 21115131. doi:10.1016/j.asd.2010.11.002.
46. ↑  Wilhelmi, Andreas P.; Krenn, Harald W. . Zoomorphology. 2012, 131 (4): 325–37. S2CID 9194699. doi:10.1007/s00435-012-0162-3.
47. ↑  . Understanding Evolution.   [2015-08-14]. （原始内容存档于2015-10-16）.
48. ↑  Edwards, M.;  et al. . PLOS Genetics. 2010, 6 (3): e1000867. PMC 2832666 . PMID 20221248. doi:10.1371/journal.pgen.1000867.
49. ↑  Meyer, W. K.;  et al. . American Journal of Physical Anthropology. 2013, 151 (3): 398–407. PMC 3746105 . PMID 23640739. doi:10.1002/ajpa.22280.
50. ↑  Williams, B. P.; Johnston, I. G.; Covshoff, S.; Hibberd, J. M. . eLife. September 2013, 2: e00961. PMC 3786385 . PMID 24082995. doi:10.7554/eLife.00961.
51. ↑  Osborne, C. P.; Beerling, D. J. . Philosophical Transactions of the Royal Society B: Biological Sciences. 2006, 361 (1465): 173–194. PMC 1626541 . PMID 16553316. doi:10.1098/rstb.2005.1737.
52. ↑  Sage, Rowan; Russell Monson. . . 1999: 551–580  [2022-11-28]. ISBN 978-0-12-614440-6. （原始内容存档于2023-01-19）.
53. ↑  Zhu, X. G.; Long, S. P.; Ort, D. R. . Current Opinion in Biotechnology. 2008, 19 (2): 153–159  [2018-12-29]. PMID 18374559. doi:10.1016/j.copbio.2008.02.004. （原始内容存档于2019-04-01）.
54. ↑  Sage, Rowan; Russell Monson. . . 1999: 228–229. ISBN 978-0-12-614440-6.
55. ↑  Kadereit, G.; Borsch, T.; Weising, K.; Freitag, H. . International Journal of Plant Sciences. 2003, 164 (6): 959–86. S2CID 83564261. doi:10.1086/378649.
56. ↑  Ireland, Hilary, S.;  et al. . The Plant Journal. 2013, 73 (6): 1044–1056. PMID 23236986. doi:10.1111/tpj.12094 .
57. ↑  Heuvelink, Ep. . CABI. 2005: 72  [2016-12-17]. ISBN 978-1-84593-149-0. （原始内容存档于2019-04-01）.
58. ↑  Lorts, C.; Briggeman, T.; Sang, T.  (PDF). Journal of Systematics and Evolution. 2008, 46 (3): 396–404. doi:10.3724/SP.J.1002.2008.08039 (不活跃 31 July 2022). （原始内容 (PDF)存档于2013-07-18）.
59. ↑  Lengyel, S.; Gove, A. D.; Latimer, A. M.; Majer, J. D.; Dunn, R. R. . Perspectives in Plant Ecology, Evolution and Systematics. 2010, 12: 43–55. doi:10.1016/j.ppees.2009.08.001.
60. ↑  Fukushima, K; Fang, X;  et al. . Nature Ecology & Evolution. 2017, 1 (3): 0059. PMID 28812732. doi:10.1038/s41559-016-0059 .
61. 1 2 3  Stayton, C. Tristan. . Evolution. 2015, 69 (8): 2140–2153. PMID 26177938. S2CID 3161530. doi:10.1111/evo.12729.
62. ↑  Stayton, C. Tristan. . Journal of Theoretical Biology. 2008, 252 (1): 1–14. Bibcode:2008JThBi.252....1S. PMID 18321532. doi:10.1016/j.jtbi.2008.01.008.
63. ↑  Muschick, Moritz; Indermaur, Adrian; Salzburger, Walter. . Current Biology. 2012, 22 (24): 2362–2368. PMID 23159601. doi:10.1016/j.cub.2012.10.048 .
64. ↑  Arbuckle, Kevin; Bennett, Cheryl M.; Speed, Michael P. . Methods in Ecology and Evolution. July 2014, 5 (7): 685–693. doi:10.1111/2041-210X.12195 .
65. ↑  Ingram, Travis; Mahler, D. Luke. . Methods in Ecology and Evolution. 2013-05-01, 4 (5): 416–425. S2CID 86382470. doi:10.1111/2041-210X.12034.